# اندی دریسکول
اندی دریسکول (انگلیسی: Andy Driscoll؛ زادهٔ ۲۱ اکتبر ۱۹۷۱) بازیکن فوتبال اهل بریتانیا است.
از باشگاه‌هایی که در آن بازی کرده‌است می‌توان به باشگاه فوتبال مارلو، باشگاه فوتبال وستهام یونایتد، باشگاه فوتبال کراولی تاون، باشگاه فوتبال هندون، باشگاه فوتبال والتون اند هرشام، باشگاه فوتبال چرتسی تاون، باشگاه فوتبال اشفورد تاون، باشگاه فوتبال سنت آلبنز سیتی، باشگاه فوتبال برنتفورد، باشگاه فوتبال فلکول هیث، باشگاه فوتبال هیز، باشگاه فوتبال بورنهام، و باشگاه فوتبال استاینز تاون اشاره کرد.